# Pete Morelli

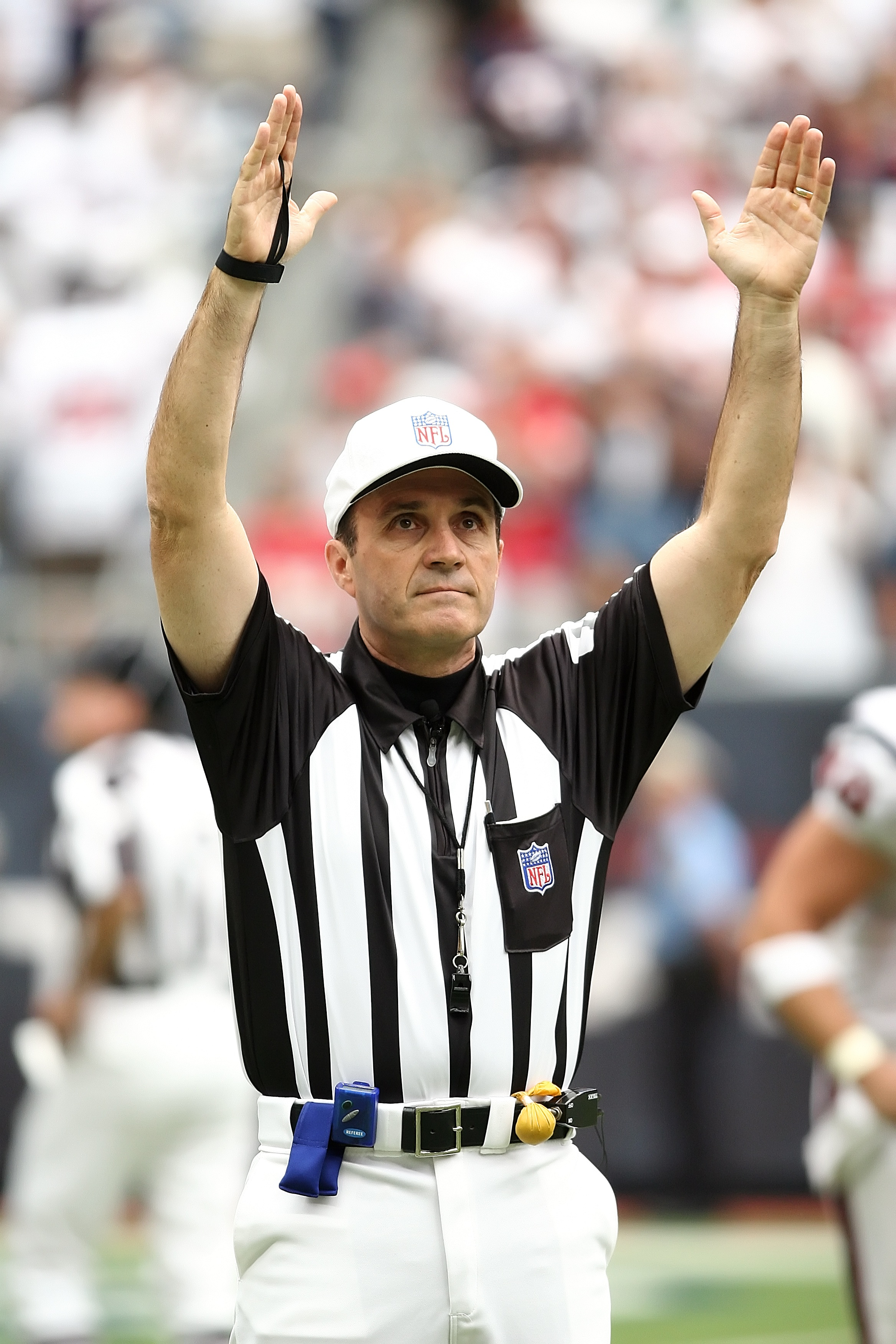
Pete Morelli (2006)

Peter Danie „Pete“ Morelli (* 18. November 1951 in San Joaquin County, Kalifornien) ist ein ehemaliger US-amerikanischer Schiedsrichter im American Football, der von der Saison 1997 bis 2018 in der NFL tätig war. Er trug die Uniform mit der Nummer 135.

## Karriere

### College Football
Vor dem Einstieg in die NFL arbeitete er als Schiedsrichter im College Football in der Big West Conference und Western Athletic Conference.

### Professionelle Footballligen
Im Anschluss war er in der NFL Europe tätig. U. a. leitete er den World Bowl XI.

### National Football League
Morelli begann im Jahr 1997 seine NFL-Laufbahn als Field Judge. Nachdem die Schiedsrichter Dick Hantak und Bob McElwee ihren Rücktritt bekannt gegeben hatten, wurde er zur NFL-Saison 2003 zum Hauptschiedsrichter ernannt. Sein erstes Spiel – die Green Bay Packers gegen die Minnesota Vikings – leitete er am 7. September 2003.
Beim Super Bowl XXXVI im Jahr 2002 war er Field Judge der Crew unter der Leitung von Hauptschiedsrichter Bernie Kukar. Zudem leitete er den Pro Bowl 2016 und die erste Halbzeit des Pro Bowl 2019, welches zugleich sein letztes Spiel als Schiedsrichter war.
Nach seinem Rücktritt wurde Scott Novak zum Hauptschiedsrichter befördert.
Morelli wurde im Jahr 2014 mit dem Art McNally Award ausgezeichnet.